# Terje Vigen (pel·lícula)
Terje Vigen és una pel·lícula dramàtica muda en blanc i negre sueca del 1917 dirigida per Victor Sjöström, basada en el poema del mateix títol de Henrik Ibsen. Amb un pressupost de 60.000 SEK, va ser la pel·lícula sueca més cara feta fins aquell moment, marcant una nova direcció al cinema suec amb més finançament a menys pel·lícules, del que resulta més qualitat total.

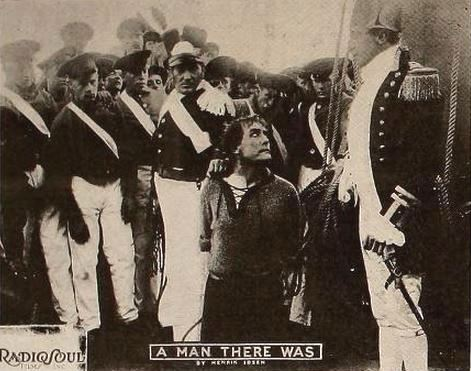
Escena de la pel·lícula

Es considera que aquesta pel·lícula és l'inici de l'època daurada del cinema mut suec que acabaria després de Gösta Berlings saga el 1925, tot i que pel·lícules com Ingeborg Holm (1913) també s'assignen sovint a aquesta època.

## Argument
Terje Vigen viu feliç amb la seva dona i la seva nena en una petita illa de Noruega. El 1809 durant les Guerres Napoleòniques, la ciutat s'està morint de fam a causa del bloqueig britànic. Terje decideix remar a Dinamarca per portar menjar a la seva família. A la tornada, és capturat per un despietat capità anglès i enviat a la presó a Anglaterra. Quan la guerra acaba i finalment és alliberat, Terje descobreix que la seva dona i la seva filla han mort. Fa una vida solitària a casa seva amb vistes al mar. Una nit veu un iot britànic en perill en una tempesta. Ell acudeix a ajudar-lo i descobreix que el patró és el mateix home que l'havia fet presoner i li havia destruït la vida molts anys abans. Decideix no venjar-se i rescata el patró juntament amb la dona i el fill del patró.

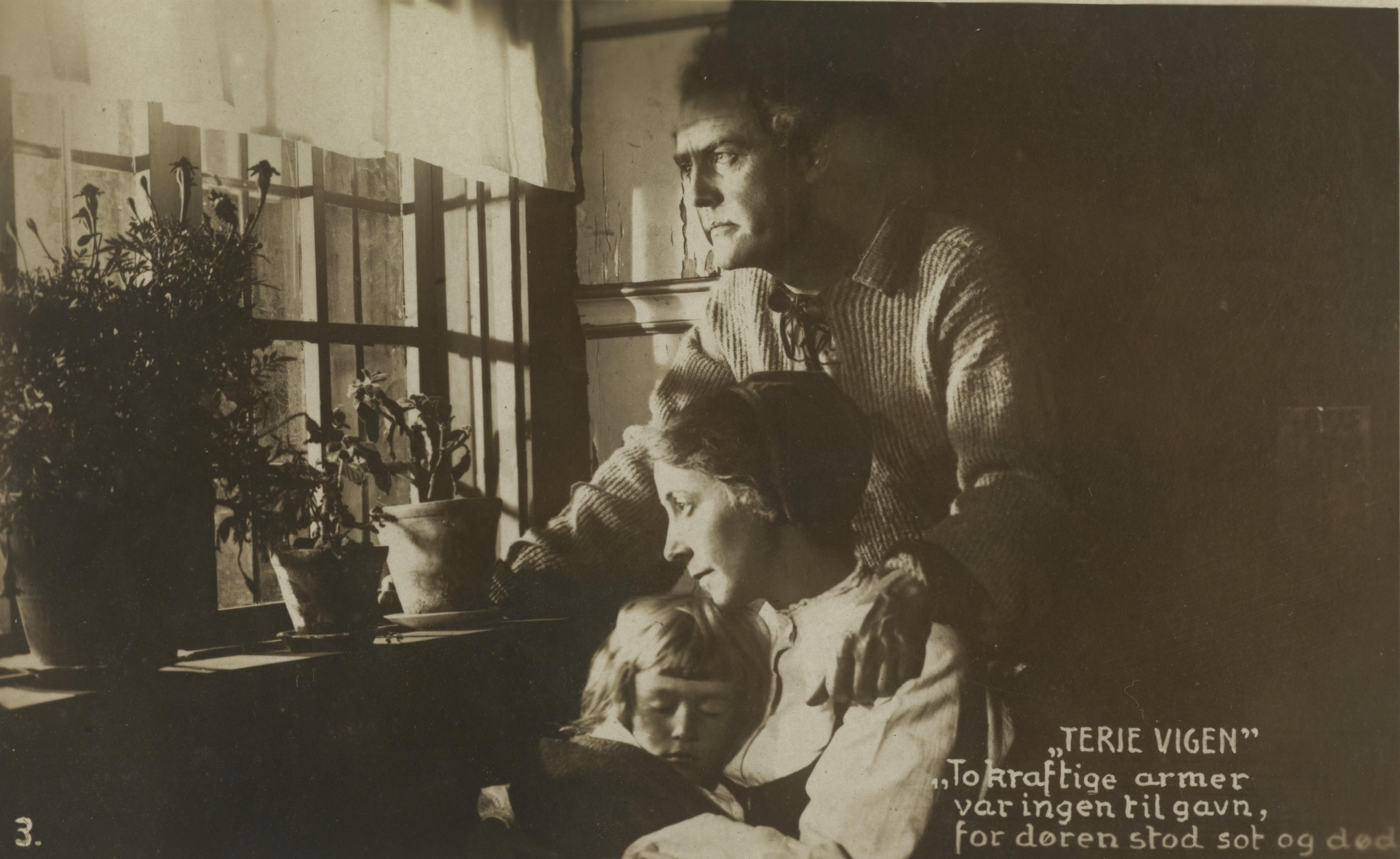
Escena de Terje Vigen

## Repartiment

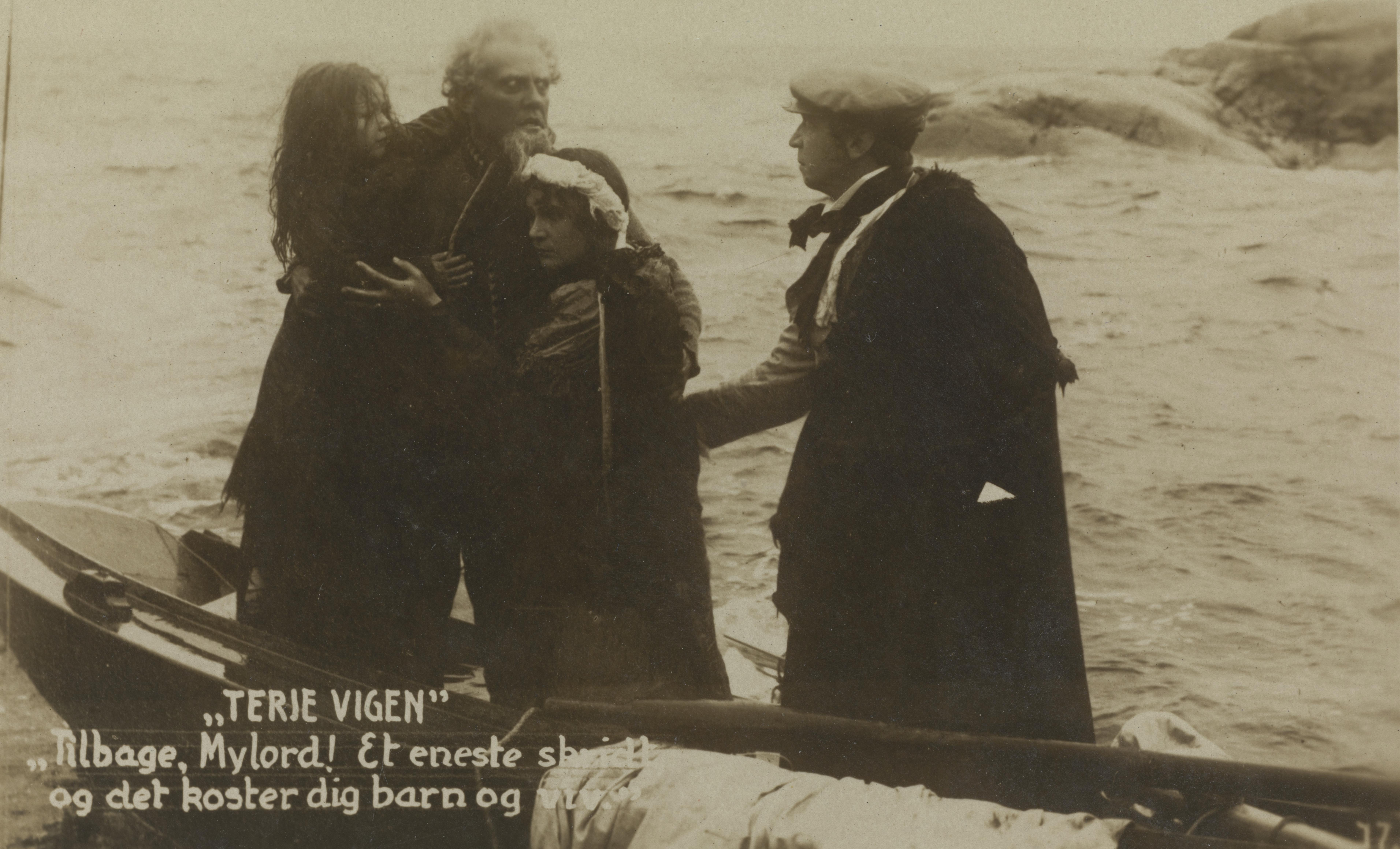
Escena

- Victor Sjöström - Terje Vigen
- Edith Erastoff - la dama
- August Falck - El senyor
- Bergliot Husberg - Mrs. Vigen

## Producció
A Grimstad, Noruega, mentre treballava en una farmàcia, Henrik Ibsen escoltava sovint les històries dels pilots marítims nòrdics. Es va convertir en amic íntim d'un dels pilots més antics i experimentats, que havia viscut una vida excepcional i tenia històries emocionants per explicar al jove escriptor. El seu nom era Svend Hanssen Haaø, de l'illa de Haaø (en noruec modern Håøya). Sovint es pensa que la història de la seva vida és una font important per Ibsen quan va escriure el seu poema Terje Vigen.
La vida de Svend Hanssen Haaø conté molts dels elements essencials de la història de Terje Vigen. Haaø va fer diversos viatges en vaixell de rem a Dinamarca a través del bloqueig britànic, els anys 1807-14, per portar menjar de contraban a la seva família i amics a Grimstad. Els britànics el van capturar fins a quatre vegades, i alguns de la seva tripulació van ser empresonats a Anglaterra com en el poema. El poema va ser una oda patriòtica que va experimentar un ressorgiment de la popularitat després de la independència de Noruega de Suècia el 1905.
Antigament, molt reservat sobre les possibilitats d'adaptar les obres d'Henrik Ibsen a la pantalla, "Víctor Sjostrom no veia com es podia conciliar l'estil de l'autor noruec amb la moda imperant de les comèdies i els thrillers." En conseqüència, no va accedir immediatament als desitjos expressats per Charles Magnusson (1878-1948), director fundador de la Svenska Biograph, que volia desesperadament que filmés el poema d'Ibsen. Magnusson havia negociat els drets del poema al fill d'Ibsen, Sigurd, el 1915.
Més tard, durant un viatge sentimental a la regió de Värmland, on va passar la seva infantesa, Sjostrom va tornar a veure la seva mainadera, que li va parlar del coratge de la seva mare. Continuant el seu viatge en bicicleta, el director va arribar a Grimstad, a la costa noruega, on Ibsen va tenir per primera vegada la idea d'escriure el poema. El viatge no va ser el catalitzador per fer la pel·lícula, ja que el productor Magnusson ja tenia un guió a la tardor de 1915, escrit pel nouvingut (i futur director) Gustaf Molander, però el temps de Sjöström a la ubicació que va inspirar Ibsen gairebé segur que va influir la concepció de la pel·lícula. Quan va tornar a Estocolm l'agost de 1916, estava preparat per rodar la pel·lícula que Magnusson somiava. L'estiu de 1916, Sjöström estava explorant llocs entre les illes de l'arxipèlag exterior d'Estocolm, la mateixa zona general on havia rodat Havsgamar. El pressupost era de 60.000 corones sueques i el rodatge va començar a l'agost i va durar tres mesos. La pel·lícula es va pressupostar com una de les produccions sueques més cares fins ara, tres vegades més que la mitjana.
Segons els estàndards de l'època, Terje Vigen va ser una pel·lícula extremadament ambiciosa a causa de les seves extenses i increïblement agosarades seqüències marines. L'ús de llocs reals que evoquen la majestuositat i el poder de la natura va ser un component essencial de l'art de Sjostrom. Cap realització visual del poema d'Ibsen hauria funcionat sense imatges contundents del mar en el seu moment més implacable. Amb la càmera lligada a vaixells de diferents mides, que sovint s'aventuren en les condicions més perilloses, el director de fotografia de Sjöström Julius Jaenzon aconsegueix donar al mar una presència aclaparadora a la pel·lícula, la manifestació més poderosa de la supremacia de la natura sobre l'home i els seus poder per guiar el seu destí. Jaenzon continuaria evocant imatges potents similars a Herr Arnes pengar de 1919.
El mar té un paper protagonista al costat dels personatges. El mar no sols es representa com una bellesa poètica de la natura, sinó també com una força contra la qual els personatges han de lluitar i sobreviure. Els sentiments interiors de Vigen es visualitzen poderosament mitjançant trets seccionats al mar que es converteix en un mirall de la seva ànima, capaç d'una expressió molt més gran del que podria mostrar el rostre humà. Els subtítols no descriuen l'argument ni el diàleg, sinó que només citen fragments del poema d'Henrik Ibsen.
A més de Dödskyssen (1916), Terje Vigen es considera una de les primeres obres importants de Victor Sjöström, així com una obra clau a les primeres pel·lícules sueques.
La restauració de l'any 2006 de l'Institut de Cinema Suec, recentment graduada en color, captura el tint i el to de l'estrena original, canviant en algunes parts del blau al magenta. La pel·lícula té una durada de 1160 metres i una durada de 59 minuts.

## Recepció
La pel·lícula es va estrenar el 29 de gener de 1917 simultàniament a Estocolm, Göteborg, Malmö i Copenhaguen, amb un programa complet amb poemes d'Ibsen in extenso, cartells de l'artista Eigil Schwab, i música composta especialment. Quan es va estrenar la pel·lícula, l'acollida del públic i de la crítica va ser positiva. La pel·lícula va rebre diverses bones crítiques a Suècia.
La Primera Guerra Mundial va impedir l'estrena de la pel·lícula fora d'Escandinàvia fins al 1919. En aquell moment, s'exportaven 43 còpies de la pel·lícula a l'estranger. Victor Sjöström va ser presentat com el millor director del seu temps. No va ser fins al febrer de 1920 que Terje Vigen es va poder veure als Estats Units. La premsa es va entusiasmar, amb W. Stephen Bush a "The Billboard" que la va anomenar "Veritablement una obra mestra" i gairebé tothom estava d'acord amb Burns Mantle a Photoplay: "És tan senzill com la història i la continuïtat i el tall i l'actuació que un es pregunta per què una part de la nostra producció, no tan gran, hauria d'utilitzar tanta energia i emergir amb tanta ostentació." Un altre periodista va escriure: "Seastrom - (el seu nom als països de parla anglesa) - hauria de venir a Amèrica per ensenyar als seus competidors com fer pel·lícules." L'única crítica, gairebé universal, va ser que els intertítols eren massa densos, la qual cosa va portar a l'agent de vendes, L.E. Miller de Radiosoul Films, a col·locar anuncis de pàgina sencera a les publicacions comercials anunciant que s'havien escoltat les veus dels crítics i que els intertítols s'estaven retallant i reescrivint. Un es pregunta, però, fins a quin punt Miller va entendre realment el seu producte atès que el va col·locar com una funció doble amb Down on the Farm de Mack Sennett, protagonitzada per Ben Turpin i la parella gos i gat de Teddy & Pepper. Per completar l'entreteniment de la nit, el Broadway Theatre va incloure una revista femenina anomenada "The Ushers' Quartet", amb quatre noies escollides entre el personal dels diferents teatres Moss.
René Jeanne i Charles Ford van descriure aquesta obra mestra com "una mena de "Cançó de Rotllan" íntima que celebra el mar i els homes que hi viuen, denuncia la crueltat de la guerra i les ambicions dels dictadors, i que compadeix de tots els homes que la guerra ha pres. lluny de tot allò que tenen més estima del món i que es troben sols."
Es diu que els espectadors recitaven estrofes durant les projeccions, sense cap mena de dubte per intertítols extrets directament del poema, i els espectadors de l'època van sentir un estiró emocional addicional donat els bloquejos similars que aleshores vigents al Mar del Nord a causa de la Primera Guerra Mundial.
Terje Vigen és una fita fonamental en la feina del director. “Inaugura el gran període de Sjöström. Definitivament ha trobat el ritme lent d'Ibsen, el seu pas pesat i solemne que embolcalla el món natural en el misticisme.